# والتر هاول
والتر هاول (انگلیسی: Walter Howell؛ زادهٔ ۱۷ دسامبر ۱۹۲۹) قایقران روئینگ اهل استرالیا بود.